# Ergonomia
L'ergonomia, secondo la IEA (International Ergonomics Association), è quella scienza che si occupa dell'interazione tra gli elementi di un sistema (umani e d'altro tipo) e la funzione per cui vengono progettati (nonché la teoria, i principi, i dati e i metodi che vengono applicati nella progettazione), allo scopo di migliorare la soddisfazione dell'utente e l'insieme delle prestazioni del sistema. In pratica è quella scienza che si occupa dello studio dell'interazione tra individui e tecnologie.
Nel 1949 lo psicologo K. F. H. Murrell diede al termine "ergonomia" il significato attuale. Nel 1961 videro la luce l'Associazione internazionale di ergonomia (IEA, International Ergonomics Association) e la S.I.E. (Società italiana di ergonomia).

## Descrizione

### Etimologia del termine

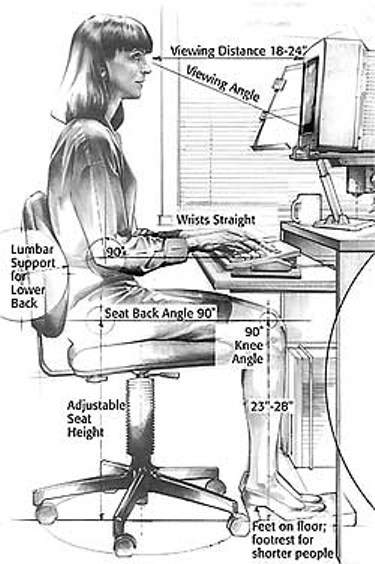
L'ergonomia di una postazione per uso computer è data dalla corretta disposizione delle periferiche I/O del computer, e - nel caso di postazione non in piedi - dalla corretta regolazione di apposita sedia ergonomica

Il termine  "ergonomia" deriva dalle parole greche érgon (lavoro) e ńomos (regola, legge). È stata usata per la prima volta da Wojciech Jastrzębowski in un giornale polacco nel 1857.
Nel 1949 questo termine è stato ripreso da Murrell, che lo utilizzò per descrivere le linee guida nel design di prodotti, servizi o ambienti rispondenti alle necessità dell'utente.

### Il livello di ergonomia
La qualità del rapporto tra l'utente e il mezzo utilizzato è determinata dal livello di ergonomia. Il
requisito più importante per determinare questo livello è la sicurezza, seguito dall'adattabilità, l'usabilità, il comfort, la gradevolezza, la comprensibilità, la prestazione umana e così via. Il rapporto tra l'utente ed il mezzo utilizzato influisce inoltre in maniera rilevante sulla "efficienza" dello stesso individuo, come si evince dall'enunciato "migliorare la soddisfazione dell'utente e l'insieme delle prestazioni del sistema."
Per valutare la qualità del rapporto tra una persona e la tecnologia utilizzata, gli ergonomi considerano il lavoro (attività) da svolgere e le richieste dell'utente, le attrezzature utilizzate (dimensioni, forma, disposizione), e le informazioni per il loro utilizzo. L'ergonomia si basa su molte discipline e scienze nello studio degli esseri umani e dei loro ambienti, tra cui antropometria, biomeccanica, ingegneria meccanica, bioingegneria, ingegneria industriale, ingegneria biomedica, design industriale, chinesiologia, fisiologia e psicologia.
Un oggetto non facilmente usabile oppure non sicuro sarà un oggetto di utilizzo ostico, che implica grande sforzo cognitivo: esso sarà quindi "poco ergonomico". Fra i vari studi al fine di arrivare ad un'idonea ergonomia, quello della chinetosfera è fra i più rilevanti, al fine di calcolare gli spazi utili per la massima abilità dei movimenti dell'utente.

### Obiettivi
- Analisi degli effetti della tecnologia produttiva sull'uomo a livello di salute, di prestazione e di comportamento.
- Progettazione di situazioni lavorative adeguate alle esigenze dell'attività ed alle capacità potenziali dell'operatore, al fine di evitare il logoramento fisico e mentale ed aumentare il rendimento.
- Si pone come disciplina preventiva, avendo lo scopo di studiare come evitare l'insorgenza di effetti dannosi.

### Campi di ricerca
- Studio dell'uomo al lavoro (antropometria e biomeccanica, fatica fisica e mentale, meccanismi sensoriali e cognitivi).
- Fattori ambientali (utensili, macchine, arredo, microclima, illuminazione, ambiente fisico in rumore).
- Fattori psicologici (carico mentale, flusso di informazioni da trattare, interazioni sociali, benessere organizzativo).
- Ingegneria biomedica.

### Ergonomia organizzativa
Uno dei principali campi di applicazione dell'ergonomia riguarda l'organizzazione del lavoro. L'ergonomia organizzativa si basa sul lavoro di gruppi interdisciplinari che intervengono sulle dimensioni sociali, cognitive, relazionali e fisiche dell'ambiente di lavoro. In questo campo, oltre che a sviluppare studi metodologici e strumenti idonei per la prevenzione, valutazione di patologie psicosociali emergenti (stress, mobbing e burn out, in particolare), l'ergonomia fornisce anche principi e modelli di progettazione ergonomica degli ambienti di lavoro, con l'intento di migliorare la qualità della vita e il benessere nei luoghi di lavoro.

### Ergonomia e risk management
L'errore umano è un ulteriore campo di studio e approfondimento che caratterizza la teoria e la pratica ergonomica. In questo campo l'ergonomia presta particolare attenzione alla gestione dei rischi che possono derivare dall'errore nei diversi settori di intervento ed in particolare nei campi in cui è la sicurezza riveste particolare importanza, come ad esempio nelle lavorazioni ad alto rischio per la salute,  nel settore sanitario, nelle costruzioni, ecc.

### Formazione dell'ergonomo
La formazione dell'ergonomo è duplice: da una parte richiede lo sviluppo di conoscenze e competenze relative alle teorie e alle pratiche specifiche della disciplina (formazione generalista); dall'altra si differenzia in base al campo di intervento prescelto per l'esercizio della professione.Inizialmente in Italia gli ergonomi si sono formati dalle facoltà di architettura. Esistono in Italia diverse università e centri di formazione che erogano formazione in ergonomia di livello post-universitario.
I contenuti minimi della formazione professionale in ergonomia sono fissati nel documento Summary of Core Competencies in Ergonomics: Units and Elements of Competency dalla IEA. In Europa, le persone in possesso di questi requisiti formativi ed ulteriori requisiti professionali possono ottenere la certificazione internazionale Eur.Erg rilasciata dal CREE (Centre of Registration of European Ergonomists).

## Applicazioni
L'ergonomia fisica è importante in campo medico, in particolare per gli individui ai quali sono state diagnosticati disturbi fisiologici o patologie come l'artrite (sia cronica e temporanea) o la sindrome del tunnel carpale. In questi soggetti, pressioni anche insignificanti o impercettibili, possono essere molto dolorose, o rendere inutilizzabile un dispositivo. Molti prodotti dal design ergonomico sono anche utilizzati o raccomandati per trattare o prevenire tali disturbi, e per trattare la pressione legata al dolore cronico.

### L'ergonomia sul posto di lavoro
Postazioni di lavoro ergonomiche forniscono un supporto per gli ambienti ad alta intensità di lavoro. Al di fuori della stessa disciplina, il termine "ergonomia" è generalmente usato per riferirsi all'ergonomia fisica riferita al luogo di lavoro (come ad esempio sedie ergonomiche e tastiere). L'ergonomia sul posto di lavoro ha a che fare in gran parte con la sicurezza dei lavoratori, sia a lungo che a breve termine. Postazioni ergonomiche possono contribuire a ridurre i costi, migliorando la sicurezza, di conseguenza, questo ridurrebbe i soldi versati a titolo di risarcimento dei lavoratori. Attraverso l'ergonomia, i luoghi di lavoro possono essere progettati in modo che i lavoratori non debbano ricorrere a posture incongrue per il corpo, quindi l'industria potrebbe risparmiare i costi associati al risarcimento dei lavoratori.
Nei luoghi di lavoro si possono seguire due approcci, uno reattivo o uno preventivo, in sede di applicazione pratica dell'ergonomia. L'ergonomia reattiva è quando qualcosa deve essere stabilito con azioni correttive. L'ergonomia preventiva è il processo di ricerca di aree che potrebbero essere migliorate e che individua i problemi prima che diventino problemi di grandi dimensioni. Le problematiche possono essere preventivamente risolte mediante progettazione di apparecchiature, di attività o progettazione ambientale. A tal fine si adoperano dei simulatori in cui è possibile simulare, o replicare, le operazioni svolte dall'operatore è ciò consente quindi di prevedere, e quindi correggere, eventuali problematiche.

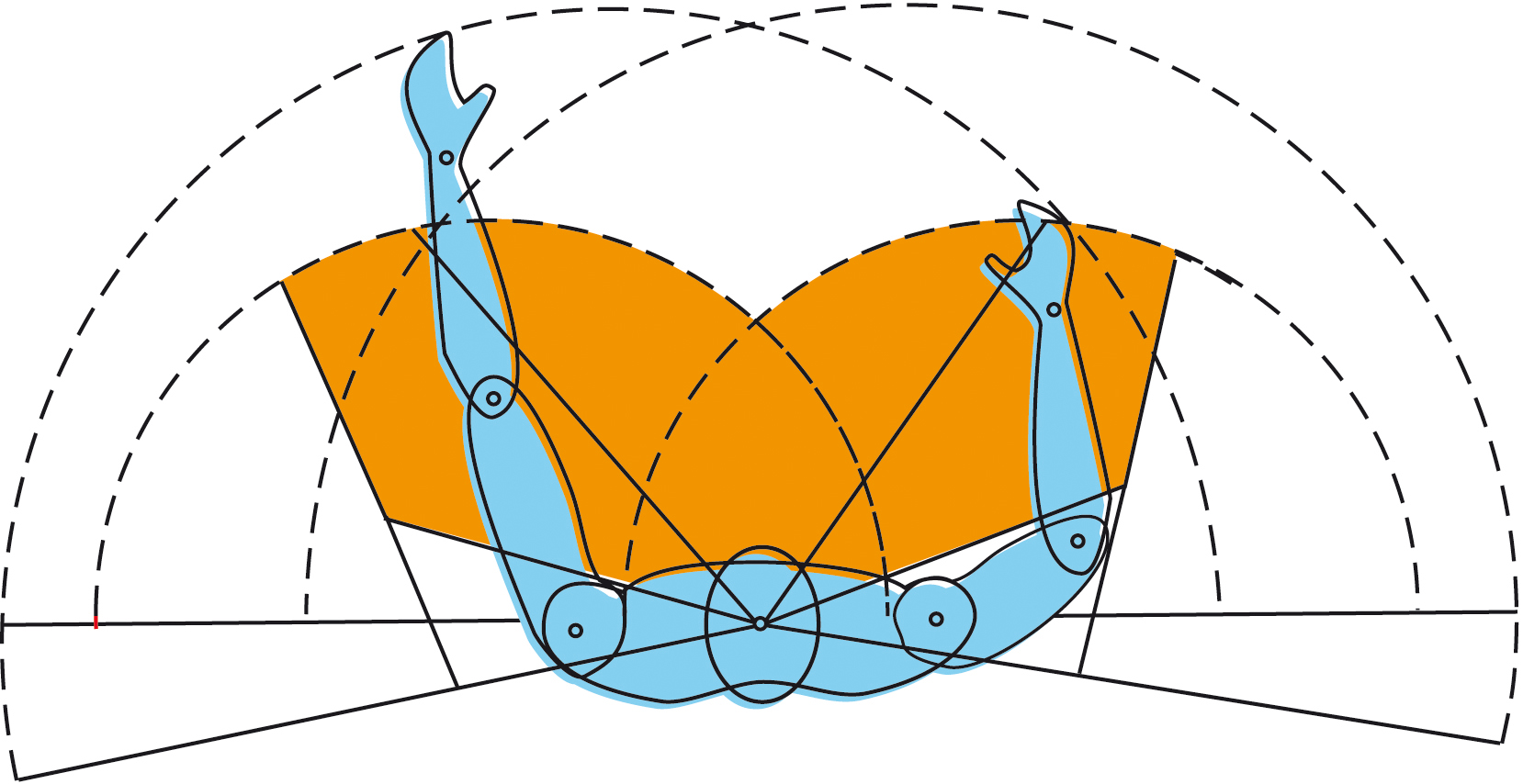
Ergonomia. Aree operative della simmetria bilaterale del corpo umano (immagine tratta dal libro di ergonomia di ESADM di Madrid)

## L'ergonomia nella legislazione italiana
Si parla di ergonomia nel D.Lgs. 81/2008. Nell'ambito delle attività lavorative il problema dell'ergonomia è considerato dalla legislazione italiana in relazione al miglioramento del benessere del lavoratore: l'articolo 15, lett. d) del D. Lgs. 81/2008 impone "il rispetto dei principi ergonomici nell'organizzazione del lavoro, nella concezione dei posti di lavoro, nella scelta delle attrezzature e nella definizione dei metodi di lavoro e produzione, in particolare al fine di ridurre gli effetti sulla salute del lavoro monotono e di quello ripetitivo"; ma ancor prima con il Decreto legislativo 626/1994.
La norma UNI EN 1335-1 specifica i requisiti ergonomici per gli arredi di ufficio dividendo in tre classi dimensionali ovvero classe A, classe B e classe C.
La norma UNI EN 11228 parti I, II e III specifica i requisiti di valutazione del rischio da sovraccarico biomeccanico (movimentazione manuale dei carichi, traino spinta e movimenti ripetitivi).